# Station Staden
Station Staden is een voormalig Belgisch spoorwegstation in de West-Vlaamse gemeente Staden. Het lag aan de spoorlijn 63, die nu omgevormd is tot groene as: de Vrijbosroute.

## Geschiedenis
Tijdens de Eerste Wereldoorlog werd spoorlijn 63 gebruikt om munitie naar de frontlijn te Ieper te transporteren. Tijdens de oorlog werd het stationsgebouw voor personenvervoer vernietigd. Het huidige gebouw fungeerde als opslagruimte voor goederen die per spoor werden aangevoerd.
Tegenwoordig is het gebouw eigendom van gemeente Staden en wordt als polyvalente zaal verhuurd aan inwoners. Ter hoogte van het stationsgebouw is de Vrijbosroute onderbroken en zijn de originele rails nog te zien. Fietsers dienen een kleine omweg te maken om verder te kunnen fietsen.

## Afbeeldingen

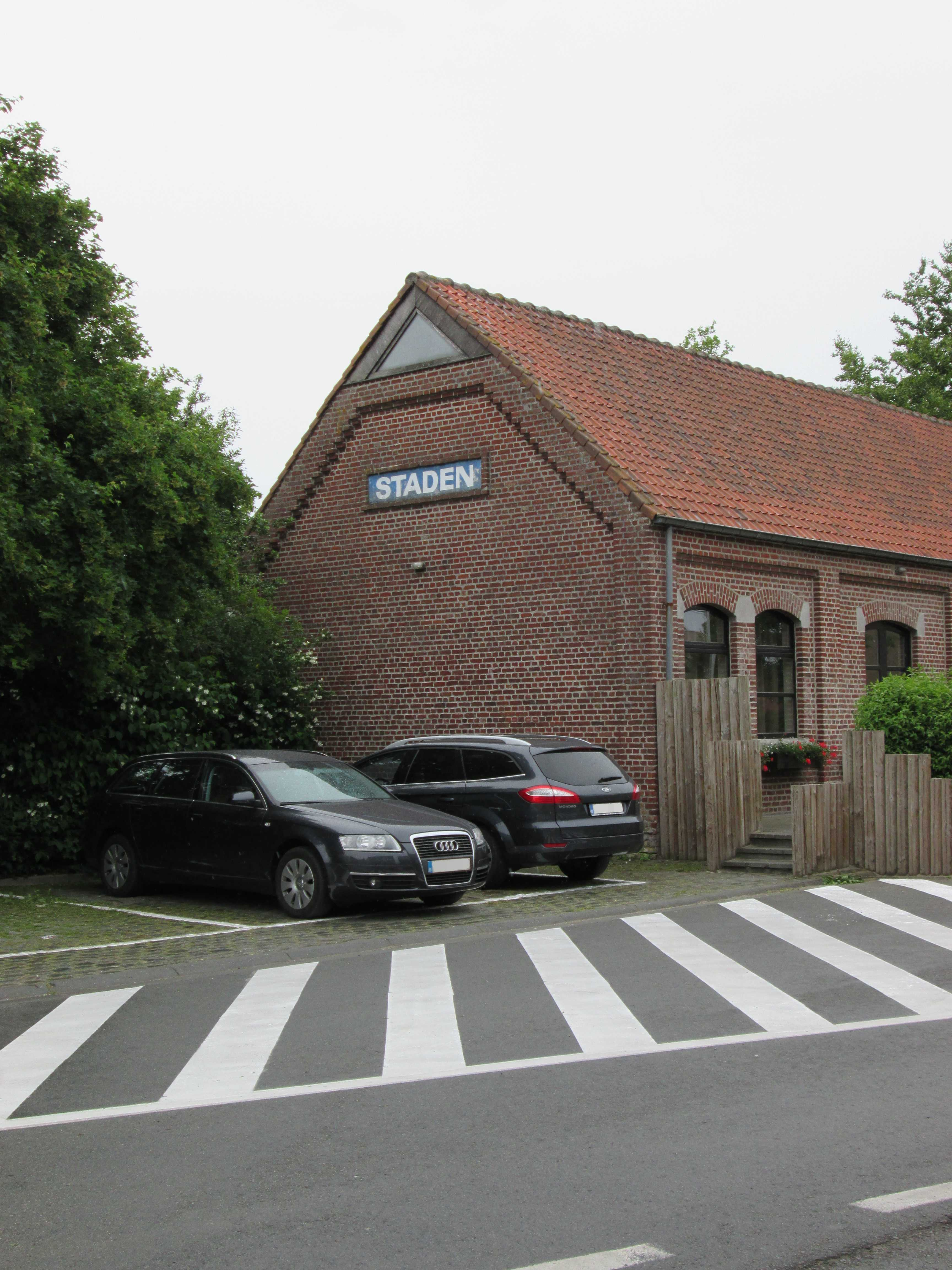
Stationsgebouw
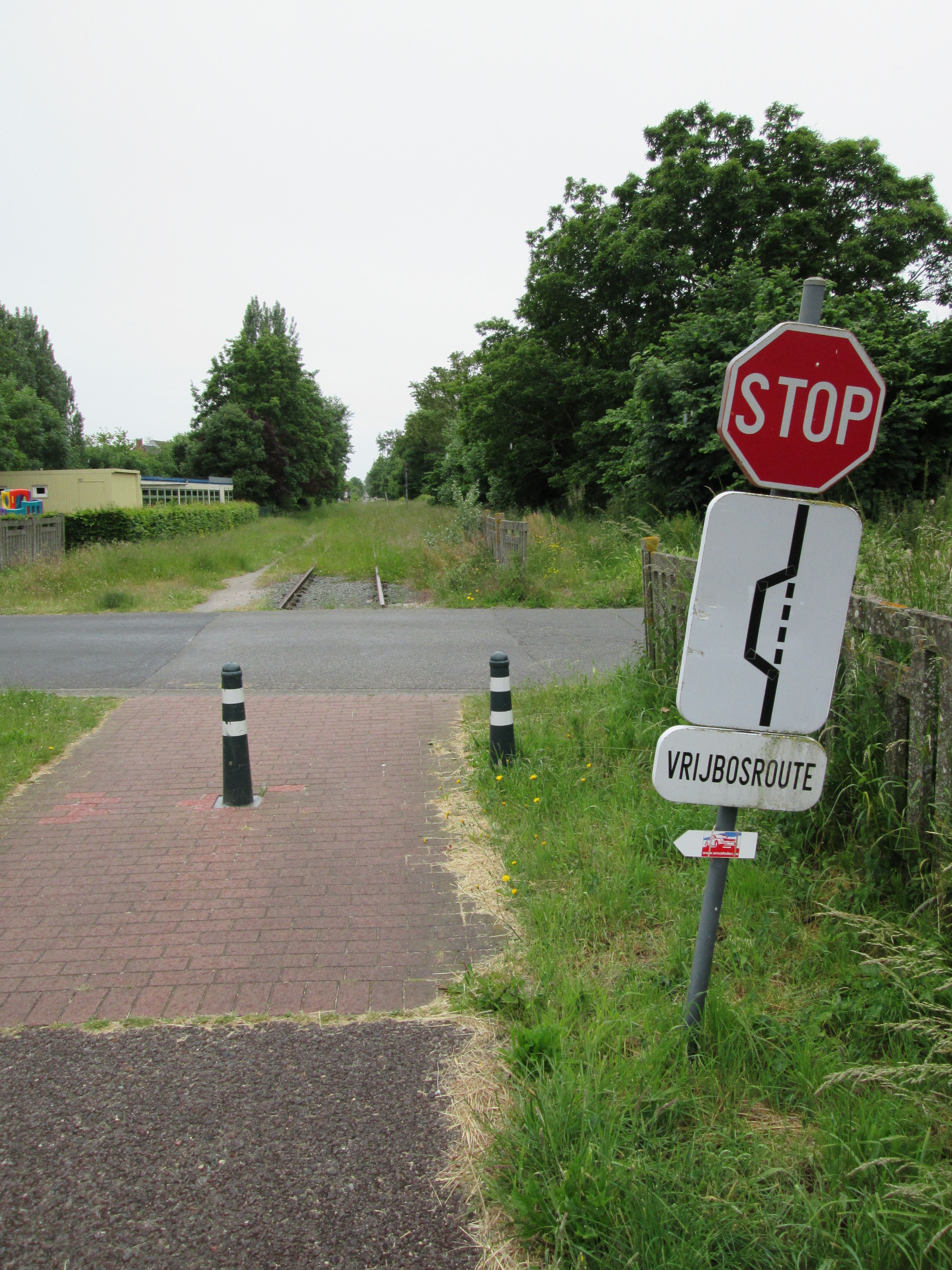
Onderbreking Vrijbosroute
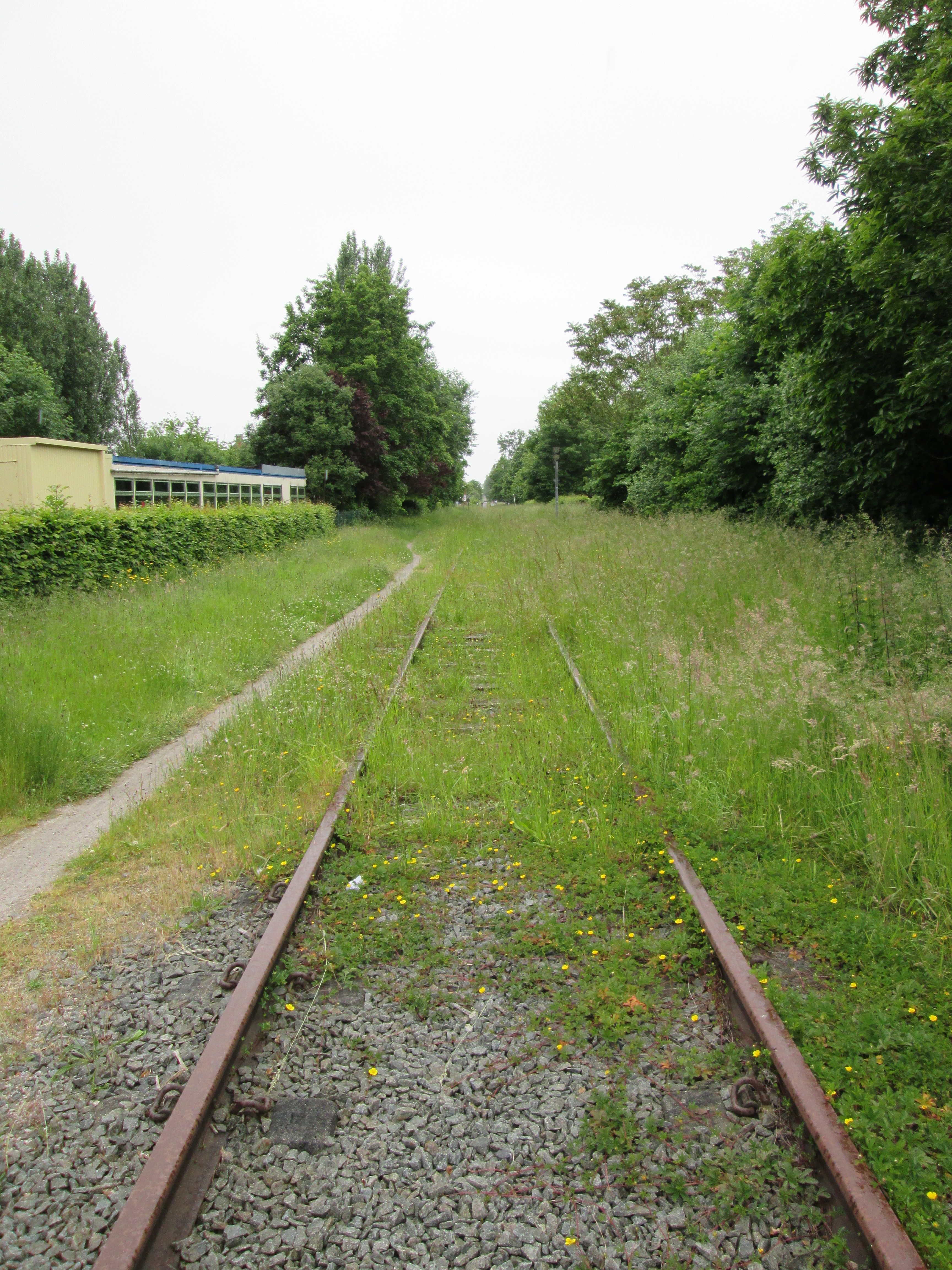
Restant van spoorlijn 63

0,0: Torhout ·
6,7: Kortemark ·
9,7: Sint-Jozef ·
12,9: Staden ·
16,9: Westrozebeke ·
19,7: Poelkapelle ·
22,7: Langemark ·
27,1: Boezinge ·
31,0: Brielen ·
32,3: Ieper